# Alfonso Reyes (Basketballspieler)
Alfonso Reyes Cabanas (* 19. September 1971 in Córdoba) ist ein ehemaliger spanischer Basketball-Spieler. Er ist 2,02 m groß und spielte zuletzt für Leche Río Breogán. Er ist der ältere Bruder des Basketballspielers Felipe Reyes.
Alfonso Reyes spielte 1999 bis 2000 mit dem Verein CB Estudiantes beim spanischen Königscup sowie 1998 und 2002 mit der Basketballnationalmannschaft Spaniens bei den damaligen Basketball-Weltmeisterschaften der FIBA. Im Mai 2007 kündigte er seinen Rückzug vom beruflichen Basketball an.